# وزغ تالشی
وزغ تالشی یا وزغ ایچوالد (نام علمی: Bufo eichwaldi) گونه‌ای وزغ است که در سرده وزغ‌ها قرار دارد. نخستین بار این گونه به وسیله لیتوینچاک، بورکین، اسکورینوف و روسانوف در سال ۲۰۰۸ میلادی در کوه‌های تالش در شمال ایران و جنوب شرقی جمهوری آذربایجان رویت شده و توسط آنها توصیف علمی شدند. پیش از آن، وزغ تالشی زیر گونه وزغ قفقازی محسوب می‌شد.
وزغ تالشی به عنوان بزرگترین گونه دوزیست در ایران محسوب می‌شود ولی تا به حال پژوهش‌های کمی بر روی آن انجام شده و اطلاعات قابل توجهی درباره آن در دست نیست.

## ظاهر
وزغ تالشی وزغ نسبتاً" بزرگی است و ظاهری شبیه وزغ قفقازی (نام علمی: Bufo verrucosissimus) دارد. رنگ وزغ تالشی خاکستری-قهوه‌ای مات است و یک برآمدگی (زگیلچه) بزرگ و گرد در پشت و یک برآمدگی کوچک در روی شکم خود دارند. وزغ تالشی بدنی پهن و مکعبی شکل به درازای تقریبی ۱۴ سانتی متر و پاهایی به درازای ۱۳ سانتی متر دارد. این کونه سری بزرگ دارد و چشمانی که در دو طرف سر متمایل به جلو و بالا قرار گرفته است. سطح شکمی وزغ سفید یا شیری با خال‌ها یا لکه‌های بزرگ تیره رنگ و نامنظم به رنگ قهوه‌ای- مشکی است.

## تهدید
وزغ‌هایی که در فصل زاد و ولد قصد عبور از عرض جاده‌ها را دارند، به دلیل کاهش میزان هوشیاری در این فصل، زیر چرخ‌های خودروهای عبوری از بین می‌روند و همین امر باعث شده تا جاده‌ها، یکی از تهدیدهای این جانور محسوب شود.